# Niclas Andersén
Niclas Andersen, född 28 april 1988 i Grums, är en svensk före detta hockeyspelare. Hans nuvarande klubb är Pittsburgh Penguins i NHL. Han draftades i NHL Entry Draft 2006 som nr 114 av Los Angeles Kings. Andersén blev svensk mästare med Brynäs IF våren 2012.

## Meriter
- SM-Guld 2012
- JVM-Silver 2008
- 8 A-landskamper
- 70 Juniorlandskamper

## Klubbar
- Pittsburgh Penguins 2015-
- Severstal Tjerepovets 2012-2014
- Brynäs IF 2007-2012, 2014-2015, 2018-2019, 2019-2022
- AIK (lån) 2007
- Leksands IF 2004-2007
- Grums IK -2004